# Bill Douglass
Bill Douglass (Sherman, 28 februari 1923 - 20 december 1994) 
was een Amerikaans jazzdrummer. Hij werkte samen met onder meer Ben Webster en Art Tatum voor The Tatum Group Masterpieces en met klarinettist Benny Goodman.
Douglass studeerde eerst muziek en werd later zelf leraar drummen op een school genaamd Drum City. Douglass stierf op 20 december 1994.
- Bibsys: 1012596
- Biblioteca Nacional de España: XX4801085
- Bibliothèque nationale de France: cb13989598w (data)
- Gemeinsame Normdatei: 135227747
- International Standard Name Identifier: 0000 0001 1571 1372
- Library of Congress Control Number: nr91039360
- MusicBrainz: 027dd2c5-f45e-4cec-9da1-5fa5ba2e5bc1
- SNAC: w6127phg
- Système universitaire de documentation: 158966708
- Virtual International Authority File: 56469610
- WorldCat: E39PBJkT7WfWvx4qVtcRgHwt8C